# Primera División 1979 (Chili)
In 1979 werd het 47ste seizoen gespeeld van de Primera División, de hoogste voetbalklasse van Chili. Colo-Colo werd kampioen.  

## Eindstand
| Plaats | Club                    | Wed. | W  | G  | V  | Saldo | Ptn. |
| ------ | ----------------------- | ---- | -- | -- | -- | ----- | ---- |
| 1      | Colo-Colo +1            | 34   | 23 | 8  | 3  | 72:24 | 55   |
| 2      | Cobreloa +1             | 34   | 18 | 8  | 8  | 61:36 | 45   |
| 3      | Unión Española +1       | 34   | 18 | 7  | 9  | 45:31 | 44   |
| 4      | Universidad de Chile +2 | 34   | 17 | 8  | 9  | 37:25 | 44   |
| 5      | O'Higgins               | 34   | 18 | 7  | 9  | 47:40 | 43   |
| 6      | Green Cross Temuco      | 34   | 14 | 11 | 9  | 46:40 | 39   |
| 7      | Coquimbo Unido          | 34   | 14 | 8  | 12 | 60:57 | 36   |
| 8      | Palestino               | 34   | 10 | 14 | 10 | 52:50 | 34   |
| 9      | Deportes Concepción     | 34   | 12 | 10 | 12 | 49:49 | 34   |
| 10     | Universidad Católica    | 34   | 9  | 15 | 10 | 45:38 | 33   |
| 11     | Deportes Aviación       | 34   | 12 | 8  | 14 | 52:41 | 32   |
| 12     | Lota Schwager           | 34   | 9  | 13 | 12 | 28:44 | 31   |
| 13     | Naval (P)               | 34   | 8  | 14 | 12 | 45:55 | 30   |
| 14     | Everton                 | 34   | 10 | 9  | 15 | 54:57 | 29   |
| 15     | Audax Italiano          | 34   | 10 | 7  | 17 | 46:56 | 27   |
| 16     | Santiago Wanderers (P)  | 34   | 6  | 9  | 19 | 37:65 | 21   |
| 17     | Santiago Morning        | 34   | 7  | 7  | 20 | 33:72 | 21   |
| 18     | Ñublense                | 34   | 6  | 7  | 21 | 28:57 | 19   |

|     | Finale om de titel                                                    |
|     | Gekwalificeerd voor Pre-Libertadores                                  |
|     | Degradatie play-off                                                   |
|     | Degradatie                                                            |
| (P) | Promovendus                                                           |
| +2  | Twee bonuspunten voor het winnen van de Copa Chile                    |
| +1  | Eén bonuspunt voor het bereiken van de halve finale van de Copa Chile |

### Promotie-eindronde
| Plaats | Club                          | Wed. | W | G | V | Saldo | Ptn. |
| ------ | ----------------------------- | ---- | - | - | - | ----- | ---- |
| 1      | Santiago Wanderers            | 3    | 1 | 2 | 0 | 4:3   | 4    |
| 2      | Audax Italiano                | 3    | 1 | 2 | 0 | 1:0   | 4    |
| 3      | CD San Marcos de Arica        | 3    | 1 | 1 | 1 | 3:2   | 3    |
| 4      | CD Independiente de Cauquenes | 3    | 0 | 1 | 2 | 4:7   | 1    |

|  | Verblijf in de Primera División |

## Pre-Libertadores
| Plaats | Club                 | Wed. | W | G | V | Saldo | Ptn. |
| ------ | -------------------- | ---- | - | - | - | ----- | ---- |
| 1      | O'Higgins            | 3    | 2 | 1 | 0 | 6:3   | 5    |
| 2      | Universidad de Chile | 3    | 2 | 1 | 0 | 5:3   | 5    |
| 3      | Unión Española       | 3    | 1 | 0 | 2 | 5:7   | 2    |
| 4      | Cobreloa             | 3    | 0 | 0 | 3 | 0:3   | 0    |

|  | Gewkalificeerd voor Finale |

### Finale
|                |           |       |                      |  |
| 4 januari 1980 | O'Higgins | 1 – 0 | Universidad de Chile |  |
| 4 januari 1980 |           |       |                      |  |